# Dementium: The Ward
Dementium: The Ward è un videogioco di genere survival horror e sparatutto in prima persona del 2007, sviluppato da Renegade Kid per Nintendo DS e pubblicato da Gamecock Media Group (Nord America), Interchannel-Holon (Giappone) e SouthPeak Games (Europa).
Il 3 dicembre 2015 è stato pubblicato un rifacimento del gioco sul Nintendo eShop del Nintendo 3DS con il titolo di Dementium Remastered. In seguito alla chiusura del Nintendo eShop per le console Wii U e Nintendo 3DS, nel 2023 è uscita una versione rimasterizzata per Nintendo Switch. Il gioco ha avuto un seguito intitolato Dementium II e pubblicato nel 2010 sempre per Nintendo DS, di cui nel 2013 è stata distribuita una versione rimasterizzata in HD per PC e macOS.

## Trama
Il gioco si apre con una breve scena da incubo in cui il protagonista, legato a una sedia a rotelle, percorre il lungo corridoio di un ospedale psichiatrico abbandonato vedendo attorno a sé scene sanguinolente e terrificanti, fino a cadere in un buco e imbattendosi, poco prima della caduta, in una misteriosa figura nera.
Il protagonista si risveglia in una stanza nel mezzo della notte, mentre fuori piove e c'è un temporale. La porta è chiusa, ma accanto ad essa ci sono la chiave e un blocco note con solo due pagine rimaste; su una di esse c'è scritto Perché l'hai fatto?. Uscendo dalla stanza diventa evidente che il personaggio è un paziente ricoverato nell'ospedale, grazie ad un pannello accanto alla porta che però non fornisce alcuna informazione oltre al presunto nome, John Doe. Seguendo una scia di sangue proveniente da una porta sfondata, il protagonista vede un'orrenda creatura armata con una mannaia, mentre trascina una donna urlante; anche il nome della suddetta donna resta un mistero, e viene identificata come Jane Doe. 
Proseguendo, il protagonista incontra molte mostruose e macabre creature: dovrà affrontare grotteschi mostri, frutti di esperimenti (come constaterà dai numerosi testi ritrovati in giro per l'edificio), e misteriosi rompicapi, per affrontare le sue più tremende paure e fuggire vivo dall'ospedale. Jane Doe viene incontrata ancora qualche volta, sebbene non vi sia mai la possibilità di aprire un dialogo con lei; inoltre, in alcuni livelli una bambina viene talvolta intravista mentre ride o piange a seconda del caso. In base ad alcuni indizi, l'identità di queste due individue risultano essere la moglie e la figlia del protagonista (il quale, secondo un notiziario, pare abbia ucciso la moglie, mentre la figlia ha assistito alla scena). Infine, il protagonista raggiunge il seminterrato dove ha luogo l'incontro finale con il Dottore, un misterioso e inquietante chirurgo vestito completamente di nero (la figura intravista all'inizio del gioco e incontrata brevemente in poche altre occasioni).
Dopo averlo sconfitto, il protagonista si risveglia nella stessa stanza all'inizio del gioco, stavolta pulita e illuminata dalla luce del mattino, e vede Jane Doe e la bambina davanti alla soglia, sorridenti. Tuttavia il gioco termina con un altro colpo di scena: in una sala operatoria il Dottore opera al cervello il protagonista, affermando che il paziente è sopravvissuto alla prima fase dell'operazione (che corrisponderebbe a tutto il gioco) e che bisogna prepararsi alla fase due.

## Modalità di gioco
Dementium: The Ward è caratterizzato da un'ambientazione completamente 3D, e durante il gioco sarà necessario utilizzare una torcia la cui luce illumina determinate zone di una stanza in tempo reale, vantando così un'accuratezza nella realizzazione grafica. Il team di sviluppo, Renegade Kid, dichiarò alla stampa che «Dementium si avvantaggia utilizzando una caratteristica unica della console Nintendo DS grazie all'esplorazione tramite il touch screen e vari enigmi. L'utilizzo del touch screen per mirare e guardare dona al giocatore una sensazione di controllo e libertà unica. La torcia dinamica fa sì che il giocatore si immerga nell'atmosfera lugubre del gioco e permetta al giocatore di esplorare in dettaglio i corridoi dell'ospedale».
Il direttore Jools Watsham disse anche che i controlli touch screen del gioco sono basati su quelli usati in Metroid Prime Hunters. Originariamente, il gioco fu pensato per includere anche una modalità multiplayer, idea scartata per far sì che il team di sviluppo si potesse concentrare maggiormente sull'aspetto della modalità a giocatore singolo. Oltre a molte altre funzioni che utilizzano il touch screen, il gioco include anche un blocco note per far sì che il giocatore prenda nota di eventuali codici e soluzioni degli enigmi.

## Accoglienza
| Testata                          | Giudizio |
| -------------------------------- | -------- |
| Metacritic (media al 31-12-2020) | 72/100   |
| GameSpot                         | 7,5/10   |
| IGN                              | 8/10     |
| Eurogamer                        | 7/10     |
| Everyeye.it                      | 7,5/10   |
| Multiplayer.it                   | 7,5/10   |
| Jeuxvideo.com                    | 14/20    |
| Destructoid                      | 8,5/10   |
| GamesRadar+                      | [ 15 ]   |
| Famitsū                          | 30/40    |
| Game Informer                    | 5,75/10  |
| GamePro                          | [ 18 ]   |
| GameRevolution                   | C+       |
| GameSpy                          | [ 20 ]   |
| SpazioGames                      | 7/10     |
| Nintendo Life                    | 7,5/10   |
| Nintendo World Report            | 7/10     |
| 411Mania                         | 8,4/10   |
| The A.V. Club                    | B        |

Il gioco è stato ben accolto dalla critica e ha ottenendo recensioni generalmente favorevoli. È stato lodato in particolare per la realizzazione tecnica e l'ottima resa degli effetti sonori, ritenuti molto superiori rispetto ad altri titoli per la medesima console, ma criticato negativamente a causa della scarsa longevità, la mancanza di rigiocabilità e il sistema di salvataggio poco proficuo; inoltre i nemici riappaiono continuamente e questo richiede il continuo utilizzo di munizioni, le quali poi vengono a mancare.

Craig Harris di IGN ha definito la rendita complessiva spettacolare: 
(Craig Harris, ign.com, 31 ottobre 2007)

Andrea Canigiani di Everyeye.it, nel giudizio conclusivo, ha scritto: 
(Andrea Canigiani, everyeye.it, 13 novembre 2007)

## Riconoscimenti
- 2008 – IGN's Game of the Year
  - Miglior sparatutto in prima persona[26]
  - Miglior tecnologia grafica[27]